# OS X v10.11
OS X 10.11, kodnamn El Capitan, är en version av Unix-operativsystemet OS X, utvecklat av Apple för företagets persondatorer.
Programvaran släpptes 30 september 2015 på Mac App Store. El Capitan är en vidareutveckling av OS X 10.10 Yosemite.

## Installation

### Allmänt
I stora drag är El Capitan en uppdatering som påminner om de tidigare stora uppdateringarna Snow Leopard och Mountain Lion, då det till stor del handlar om olika former av optimeringar/prestandaförbättringar. Bland annat skall grafikteknologin Metal användas som ger prestandaökningar.

## Systemkrav
Systemkraven för slutkundutgåvan av version 10.11 var ej officiell vid annonseringen i juni 2015, men den första utvecklarversionen av OS X 10.11 har ett systemkrav som är identisk med OS X 10.8–10.10, vilket innebär att den fungerar på följande datorer:
- Imac ("Mid 2007" tillverkad i augusti 2007 eller senare)
- Macbook ("Late 2008 Aluminum", eller "Early 2009" eller nyare)[a]
- Macbook Pro ("Mid/Late 2007" eller nyare)[a]
- Macbook Air ("Late 2008" eller nyare)
- Mac Mini ("Early 2009" eller nyare)
- Mac Pro ("Early 2008" eller nyare)
- Xserve ("Early 2009")

Utöver krav på specifik datormodell krävs följande:
- Mac OS X 10.6.8 eller senare för att kunna uppdatera

### Not
- a ^  Vissa funktioner såsom AirDrop och PowerNap fungerar inte i modellerna MacBook Pro ("17-Inch Late 2008") och MacBook ("Late 2008" med plasthölje; de fungerar dock med MacBook "Late 2008 Aluminium").[1]

## Förändringar och förbättringar

### Allmänt
- Split View: två programfönster kan automatiskt placeras snabbt sida-vid-sida, som alternativ till att manuellt lägga två fönster sida vid sida.
- Metal: grafikteknologin för snabbare grafik från iOS har hamnat i OS X. Systemkravet för Metal är Mac-datorer lanserade 2012 eller senare.[2][3]
- Safari: som nytt alternativ till att bokmärka en sajt kan sådana nu "pinnas", och önskade eller samtliga flikar kan ljudet inaktiveras för.
- Spotlight: mer kraftfull då fler informationskällor kan användas vid sökningar.

## Versionshistorik

### Utvecklarversioner (urval)
- 8 juni 2015: 10.11 Developer Preview 1 (build 15A178w)
- 23 juni 2015: 10.11 Developer Preview 2 (build 15A204b) [4]
- 8 juli 2015: 10.11 Developer Preview 3 [5]
- 21 juli 2015: 10.11 Developer Preview 4 (build 15A226f) [6]
- 27 juli 2015: 10.11 Developer Preview 5 [7][8]
- 31 augusti 2015: 10.11 Developer Preview 8 (build 15A279b) [9] [10]
- 9 september 2015: 10.11 Golden Master (build 15A282c) [11] [12]

### Konsumentversioner
|  | Tidigare version |  | Aktuell version |  | Beta |

| Version | Build  | Datum             | Darwin | Information                                        | Nedladdningslänk                                                        |
| ------- | ------ | ----------------- | ------ | -------------------------------------------------- | ----------------------------------------------------------------------- |
| 10.11   | 15A284 | 30 september 2015 | 15.0.0 | Den första versionen som släpptes på Mac App store | i.u.                                                                    |
| 10.11.1 | 15B42  | 21 oktober 2015   | 15.0.0 | Om OS X El Capitan v10.11.1 uppdateringen          | OS X El Capitan 10.11.1 Update                                          |
| 10.11.2 | 15C50  | 8 december 2015   | 15.2.0 | Om OS X El Capitan v10.11.2 uppdateringen          | - OS X El Capitan 10.11.2 Update - OS X El Capitan 10.11.2 Combo Update |
| 10.11.3 | 15D21  | 19 januari 2016   | 15.3.0 | Om OS X El Capitan v10.11.3 uppdateringen          | - OS X El Capitan 10.11.3 Update - OS X El Capitan 10.11.3 Combo Update |
| 10.11.4 | 15E65  | 21 mars 2016      | 15.4.0 | Om OS X El Capitan v10.11.4 uppdateringen          | - OS X El Capitan 10.11.4 Update - OS X El Capitan 10.11.4 Combo Update |
| 10.11.5 | 15F34  | 16 maj 2016       | 15.5.0 | Om OS X El Capitan v10.11.5 uppdateringen          | - OS X El Capitan 10.11.5 Update - OS X El Capitan 10.11.5 Combo Update |
| 10.11.6 | 15G31  | 18 juli 2016      | 15.6.0 | Om OS X El Capitan v10.11.6 uppdateringen          | - OS X El Capitan 10.11.6 Update - OS X El Capitan 10.11.6 Combo Update |

### El Capitan Server
OS X server är ett fristående programpaket som går att köpa från Apple App store.

OS X Server 5.0 släpptes 16 september 2015 och gick att köra på OS X Yosemite 10.10 och OS X El Capitan 10.11.

OS X Server 5.1 släpptes 21 mars 2016 och kräver OS X El Capitan 10.11.

## Recensioner och genomgångar av El Capitan
- MacRumors genomgång av OS X 10.11 ("levande" artikel som uppdateras när ny fakta finns)
- Anandtechs första titt på OS X 10.11 (publicerad 15 juni 2015)

## Uppföljare till OS X El Capitan
Vid utvecklarkonferensen i juni 2015 i samband med lanseringen av den första utvecklarversionen av OS X El Capitan hade Apple inte berättat någonting om uppföljare. Det enda kända är att kodnamnet för framtida systemversioner kommer att använda namn för platser i Kalifornien, vilket meddelades i juni 2013 vid Apples egen utvecklarkonferens (WWDC). Den 20 september 2016 släpptes uppföljaren Sierra.